# Federação PSOL REDE
A Federação PSOL REDE é uma federação partidária brasileira formada no ano de 2022 pelo Partido Socialismo e Liberdade (PSOL) e Rede Sustentabilidade (REDE). Seu programa e estatuto foram divulgados em 17 de maio de 2022; seu pedido de registro protocolado no Tribunal Superior Eleitoral (TSE) no dia 24 de abril e seu estatuto foi aprovado em 26 de maio do mesmo ano. Em junho de 2023, somados os dois partidos, a federação contava com 333.533 filiados.

## Composição
A Federação é composta por 2 partidos políticos e possui, no total, uma bancada de 14 deputados federais. Desde a desfiliação do senador Randolfe Rodrigues da REDE em 18 de maio de 2023, não possui representação no Senado Federal.
| Partido | Partido | Partido                        | Presidente                | Deputados federais | Senadores | Prefeitos | Governadores |
| ------- | ------- | ------------------------------ | ------------------------- | ------------------ | --------- | --------- | ------------ |
|         |         | Partido Socialismo e Liberdade | Paula Coradi              | 14 / 513           | 0 / 81    | 0 / 5 569 | 0 / 27       |
|         |         | Rede Sustentabilidade          | Paulo Lamac e Iaraci Dias | 1 / 513            | 0 / 81    | 4 / 5 569 | 0 / 27       |

## Histórico
Uma federação partidária é uma organização formada a partir de dois ou mais partidos políticos brasileiros, que devem atuar como uma única legenda partidária durante um período mínimo de 4 anos. As candidaturas dos partidos membros passam a ser lançadas pela federação, mantendo as identidades e estruturas partidárias independentes. Os parlamentares dos partidos de uma federação devem atuar como única bancada.
Em 10 dezembro de 2021, a executiva nacional do PSOL aprovou o início dos diálogos formais com o Partido Comunista do Brasil (PCdoB) e com a Rede Sustentabilidade (REDE) "com vistas a avaliar a conveniência de uma federação entre um ou mais partidos de esquerda". As conversas com a REDE progrediram, enquanto o PCdoB se direcionou a formar uma federação partidária com outros partidos políticos.
A REDE, de forma unânime, aprovou em reunião da direção nacional do partido a federação com o PSOL no dia 12 de março de 2022.
No dia 30 de março de 2022, a executiva nacional do PSOL voltou a se reunir e aprovou a formação da federação partidária com a REDE, estabelecendo também que o diretório nacional do PSOL teria que referendar a decisão em reunião no dia 18 de abril. Na data prevista, por 38 votos a 23, o diretório confirmou a decisão.
Em 26 de maio de 2022, o Tribunal Superior Eleitoral aprovou a formação da federação.
Nas eleições gerais de 2022, a Federação PSOL Rede elegeu 14 deputados federais (12 do PSOL e 2 da Rede) e 28 deputados estaduais (22 do PSOL e 6 da Rede), sem eleger nenhum senador.

Nas eleições municipais de 2024, a Federação PSOL Rede elegeu 4 prefeituras (todas da Rede) e 252 vereadores (172 da Rede e 80 do PSOL), sem eleger nenhum prefeito nas capitais.